# Зелена миля (фільм)
«Зелена миля» (англ. The Green Mile) — містична американська драма 1999 року за однойменним романом Стівена Кінга. 4 номінації на «Оскар», 3 премії «Сатурн», ще 10 нагород і 23 номінації. Режисер — Френк Дарабонт. Станом на 1 березня 2024 року фільм займав 27-му позицію у списку 250 найкращих фільмів за версією IMDb.

## Сюжет
Історія у фільмі викладається як спогад літнього чоловіка, мешканця будинку для літніх людей Пола Еджкомба (Том Генкс), якому вже виповнилося 108 років. Після перегляду фільму згадує минуле та розповідає своїй подрузі Елейн Коннеллі (Єва Брент), яке й досі сниться йому у кошмарах.
У 1935 році Пол працює наглядачем у найбільш похмурому відділенні федеральної в'язниці «Холодна гора» (штат Луїзіана) — блок «Е», де утримуються ув'язнені, які очікують страти на електричному стільці. Підлога в блоці, якою засуджені вирушають в останню путь, пофарбована в зелений колір, звідси й назва — «Зелена миля» або просто «Миля».
Одного разу у в'язницю потрапляє величезний афроамериканець Джон Коффі (Майкл Кларк Дункан), засуджений до смерті за зґвалтування і вбивство двох дівчаток.
Незабаром після нього за ґрати потрапляє Білл Вортон на прізвисько «Дикий Білл», якого заарештували за грабіж і вбивство трьох осіб, серед яких була вагітна жінка. Під час перевезення Білл робить вигляд ніби знаходиться під дією препаратів, що притуплює пильність співробітників в'язниці. Це мало не закінчилося трагічно: Білл ледь не задушив ланцюгом охоронця. Далі Білл Вортон ще не раз демонструє свій шалений характер.
Тим часом Джон Коффі демонструє свої надприродні здібності, з допомогою яких виліковує Еджкомба від інфекції сечового міхура. Потім Джон повертає до життя розчавлене мишеня, а згодом зцілює дружину начальника в'язниці від неоперабельної пухлини мозку, після чого Еджкомб починає сумніватися у винуватості Коффі.
У блоці «Е» з недавнього часу працює Персі Ветмор — боягузливий, садистичний, підлий і жорстокий чоловік. Він знущається з ув'язнених і мріє не просто взяти участь у страті, але й керувати нею. Ветмор впевнений у своїй вседозволеності та безкарності, оскільки є племінником дружини губернатора штату Луїзіана.
Від витівок Персі втомилася вся команда блоку «Е», тож Пол пропонує Персі угоду: Персі один раз керує стратою, а потім звільняється з в'язниці. Той погоджується. Незадовго перед стратою Білл лякає Персі. Делакруа сміється над Персі і той хоче помститися. Під час страти Персі допускає зумисну помилку, не намочивши водою губку і тим самим прирікаючи Едуарда Делакруа на жахливу смерть (той фактично згорів живцем, а не помер від розряду електрики). Дана страта викликала паніку серед свідків. Крім того, Персі перед стратою повідомив засудженому погані новини про його мишеня, не давши Делакруа померти спокійно.
Через кілька днів, отримавши від Коффі надприродний імпульс, Персі втрачає глузд, вихоплює револьвер, всаджує шість куль у «Дикого Білла» та вирушає до психлікарні. Тим часом Еджкомб дізнається про невинність Коффі (як виявилося, дівчаток вбив Білл Вортон), але Коффі просить Еджкомба не перешкоджати страті, бо дуже втомився від жахів навколишнього життя. Перед смертю Джон дивиться той самий фільм, який Пол дивився на початку фільму.
Невдовзі після страти Коффі вся команда блоку «Е» звільняється та переводиться у в'язниці для неповнолітніх, щоб не страчувати злочинців, а запобігати їх появі.
У фіналі фільму ми знову бачимо будинок для літніх людей, де головний герой розповідає, що Джон Коффі подарував йому прокляття — довге життя. У невеликому сараї неподалік від будинку для літніх людей живе донині вже неабияк постаріле мишеня страченого Делакруа — містер Джинґлз, якому головний герой носить їжу. Йому виповнилося вже 66 років. Пол показує містера Джинґлза своїй приятельці Елейн Коннеллі.
Остання фраза, яку Пол вимовляє в фільмі:
|  | Ми всі помремо. Без винятку. Але — Господи! — іноді Зелена миля здається такою довгою... Оригінальний текст (англ.) We each owe a death, there are no exceptions, but sometimes, oh God, the Green Mile is so long... |

## У ролях
- Том Генкс — Пол Еджкомб, охоронець
- Майкл Кларк Дункан — Джон Коффі, афроамериканець гігантського зросту, засуджений за вбивство двох сестер[12]
- Девід Морс — Брутус Гавелл, охоронець
- Бонні Гант — Джен Еджкомб, дружина Пола
- Джеймс Кромвелл — Гел Мурз, начальник в'язниці
- Баррі Пеппер — Дін Стентон, охоронець
- Майкл Джетер — Едуард Делакруа, засуджений за вбивство маленької дівчинки
- Сем Роквелл — Вільям «Дикий Білл» Вортон, засуджений серійний вбивця
- Джеффрі ДеМанн — Гаррі Тервіллігер, охоронець
- Патрісія Кларксон — Мелінда Мурз, дружина Гела Мурза
- Гаррі Дін Стентон — Тут-Тут
- Вільям Седлер — Клаус Деттерік, батько вбитих сестер
- Гері Сініз — Берт Хаммерсміт, адвокат

## Художні особливості

### Нагороди
- 2000 — Премія «Сатурн»
  - Найкращий фільм в жанрі екшн/пригоди/трилер
  - Найкращий актор другого плану — Майкл Кларк Дункан
  - Найкраща актриса другого плану — Патрісія Кларксон

## Відмінності від книги
- У книзі детальніше описано передісторію і наступні події, а саме за що були засуджені до смертної кари інші ув'язнені блоку смертників і як склалося подальше життя наглядачів.
- Відсутні сюжетні лінії з працівником будинку для літніх людей, Бредом Доуленом (дуже схожим за характером на Персі Ветмора) і з ув'язненим на прізвисько Президент.
- Також у фільмі відсутні історії смерті дружини Пола і появи Джона; оскільки прибрали лінію Бреда Доулена; було виключено і смерть Містера Джинґлза.
- У книзі дія відбувається в 1932 році, а не у 1935 році.
- У фільмі Джон Коффі як останнє бажання просить Пола показати йому кінофільм. В книзі цього немає.
- У фільмі Джон Коффі «показує» Полу (за допомогою телепатії), хто насправді вбив дівчаток, а в книзі Пол самостійно веде розслідування.
- У фільмі відсутня історія чорношкірої ув'язненої, яка вбила свого чоловіка, але була помилувана[13].

## Цікаві факти
- Ініціали Джона Коффі (J. C.), як писав сам Кінг, відповідають ініціалам Ісуса Христа (англ. Jesus Christ).
- Стівен Кінг до самого кінця написання книги не міг визначитися, як закінчиться історія для Джона Коффі — чи залишиться він жити.
- У фільмі знялись відразу 30 мишей, які грають Містера Джинґлза. Всі миші були названі на честь акторів і членів знімальної групи.
- Насправді в штаті Луїзіана електричний стілець став способом страти лише в 1941 році. 1935 року, що значиться часом дії фільму, засуджених злочинців страчували шляхом повішення.